# In Search of the Lost Chord
《In Search of the Lost Cord》는 1968년 7월 26일, 데람 레코드로 발매된 영국의 록 밴드 무디 블루스의 세 번째 스튜디오 음반이다.

## 배경
《In Search of the Lost Chord》는 시대를 통한 세계 탐험, 음악, 철학, 잃어버린 사랑, 영적 발전, 변화하는 세상에서의 지식, 더 높은 의식, 상상력, 우주 탐험 등 탐험과 발견의 넓은 주제를 중심으로 한 콘셉트 음반이다. 우주 탐험은 아폴로 11호 미션에서 영감을 받아 1969년 음반 《To Our Children's Children's Children》의 주제가 될 것이다. 제목에서 신비한 "잃어버린 화음(lost chord)"은 만트라 〈Om〉으로 밝혀진다.

## 발매
| 전문가 평가   | 전문가 평가 |
| 평가 점수     | 평가 점수   |
| 출처          | 점수        |
| ------------- | ----------- |
| AllMusic      | [ 1 ]       |
| Music-News    | [ 2 ]       |
| Rolling Stone | (mixed)     |
| Sputnikmusic  | 4/5         |

《In Search of the Lost Chord》는 1968년 7월 26일에 발매되었다. 이 음반은 영국 음반 차트에서 5위로 정점을 찍었고 미국 음반 차트에서 23위에 올랐다. 음반의 두 싱글 중 〈Ride My See-Saw〉와 〈Voice in the Sky〉는 《빌보드》 차트 40위 안에 들지 못했지만, 영국 싱글 차트에서는 27위에 올랐다.
《In Search of the Lost Chord》는 2006년 3월에 SACD로 리마스터되었으며 2-CD 디럭스 에디션으로 재포장되었다. 2006년 디럭스 에디션에서 발매된 다른 무디 블루스 음반들은 그들의 오리지널 쿼드롭소닉 믹스(5.1 서라운드 사운드로 인코딩)를 특징으로 했지만 《In Search of the Lost Chord》는 이러한 포맷으로 발매된 적이 없었고, 5.1 믹스가 50주년 기념 박스 세트의 일부로 발매된 2018년까지 새로운 믹스는 발매되지 않았다. 2008년, 9개의 보너스 트랙과 함께 싱글 표준 오디오 CD의 리마스터가 발행되었다.
2018년 11월, 이 음반은 5개의 디스크 《In Search of the Lost Cord - 50th Anniversary Box Deluxe Edition》 세트로 재발매되었다.

## 곡 목록
| #  | 제목                             | 작사·작곡   | 리드 보컬                    | 재생 시간 |
| -- | -------------------------------- | ----------- | ---------------------------- | --------- |
| 1. | 〈Departure〉                    | 그레임 에지 | 에지 (나레이션)              | 0:44      |
| 2. | 〈Ride My See-Saw〉              | 존 로지     | 로지, 토머스, 헤이워드, 핀더 | 3:38      |
| 3. | 〈Dr. Livingstone, I Presume〉   | 레이 토머스 | 토머스                       | 2:58      |
| 4. | 〈House of Four Doors〉          | 로지        | 로지                         | 4:13      |
| 5. | 〈Legend of a Mind〉             | 토머스      | 토머스                       | 6:37      |
| 6. | 〈House of Four Doors (Part 2)〉 | 로지        | 로지                         | 1:42      |

| #  | 제목                       | 작사·작곡        | 리드 보컬       | 재생 시간 |
| -- | -------------------------- | ---------------- | --------------- | --------- |
| 1. | 〈Voices in the Sky〉      | 저스틴 헤이워드  | 헤이워드        | 3:30      |
| 2. | 〈The Best Way to Travel〉 | 마이크 핀더      | 핀더            | 3:12      |
| 3. | 〈Visions of Paradise〉    | 헤이워드, 토머스 | 헤이워드        | 4:15      |
| 4. | 〈The Actor〉              | 헤이워드         | 헤이워드        | 4:39      |
| 5. | 〈The Word〉               | 에지             | 핀더 (나레이션) | 0:49      |
| 6. | 〈Om〉                     | 핀더             | 핀더, 토머스    | 5:47      |